# Тагул (приток Русской)
Тагул — река в России, на севере Западной Сибири, протекает по территории Туруханского района Красноярского края. Впадает в реку Русская на расстоянии 86 километров от её устья.

## География
Длина реки − 86 км. Течёт по северо-восточной части Западно-Сибирской равнины. Протекает по заболоченной плоской местности. В пойме Тагула произрастают лиственнично-берёзовые леса.

## Основные притоки (км от устья)
- 28 км[2]: река без названия
- 37 км[2]: Малый Тагул[3][4]
- 48 км[2]: Левый Тагул[3][4]
- 51 км[2]: Правый Тагул[3][4]

## Полезные ископаемые
В бассейне Тагула расположено Тагульское нефтяное месторождение, запасы которого составляют не менее 292,1 миллиона тонн нефти и конденсата. Его разработка началась в 2016 году. Также разведаны запасы газа, составляющие 228 миллиардов м³.

## Данные водного реестра
По данным государственного водного реестра России относится к Нижнеобскому бассейновому округу, водохозяйственный участок реки — Таз. Речной бассейн реки — Таз.